# Oberlinner (Miesbach)
Oberlinner ist ein Gemeindeteil von Miesbach auf der Gemarkung Wies im oberbayerischen Landkreis Miesbach.

## Ortsbeschreibung
Die Einöde Oberlinner liegt nordwestlich von Miesbach.

## Votivkapelle
Die sogenannte Krauthofkapelle Sankt Magnus ist ein	kleiner Satteldachbau mit Dachreiter an einer Weggabelung zwischen Oberlinner und Krauthof. Sie wurde 1637 erbaut, 1818 erneuert und ist mit ihrer Ausstattung in die Liste der Baudenkmäler in Miesbach eingetragen.
Im Jahr 1637 wurde die Gegend auf der Wies von Ungeziefer geplagt, das die schönsten Feldfürchte vernichtete. Daher haben sich mehrere Gemeindemitglieder entschlossen, zu Ehren des Heiligen Magnus, als besonderen Fürbitte bei Gott, um Abwendung dieses Übels diese Kapelle zu erbauen. Da die Kapelle im Laufe der Zeit verfiel und die Gemeinde erneut von Ungeziefer geplagt wurde, hat sie sich 1818 entschlossen, eine neue Kapelle zu erbauen. Sie wurde 1994 in Eigenleistung der Kirchengemeinde und finanzieller Unterstützung des Erzbischöflichen Ordinariats, des Landesamtes für Denkmalpflege, des Bezirkes Oberbayern, des Landkreises Miesbach, der Stadt Miesbach und privater Spender denkmalschutzgerecht saniert.

## Bevölkerungsentwicklung
Um 1871 lebten in Oberlinner fünf Einwohner. Im Mai 1987 gab es nach einem vorübergehenden Anstieg auf 23 Einwohner um 1950 erneut fünf Einwohner in einem Haus.
| Jahr      | 1871 | 1925 | 1950 | 1970 | 1987 |
| Einwohner | 5    | 8    | 23   | 3    | 5    |